# Слобозія (Горж)
Слобозія (рум. Slobozia) — село у повіті Горж в Румунії. Адміністративно підпорядковане місту Тиргу-Жіу.
Село розташоване на відстані 235 км на захід від Бухареста, 3 км на захід від Тиргу-Жіу, 90 км на північний захід від Крайови.

## Населення
За даними перепису населення 2002 року у селі проживали 864 особи. Усі жителі села рідною мовою назвали румунську.
Національний склад населення села:
| Національність | Кількість осіб | Відсоток |
| -------------- | -------------- | -------- |
| румуни         | 854            | 98,8%    |
| цигани         | 10             | 1,2%     |